# 田修思
田修思（1950年2月—），河南孟州人。男，汉族。1968年3月入伍，同年6月加入中国共产党。原中国人民解放军空军政治委员，中国人民解放军空军上将军衔（被剥夺），已退役。中国共产党第十七届、十八届中央委员会委员。

## 履歷
- 1968年3月——1970年3月新疆軍區直屬砲兵五十四團戰士、副班長、班長；
- 1968年6月加入中國共產黨。
- 1970年3月——1971年6月新疆軍區直屬砲兵五十四團一營二連排長；
- 1971年6月——1973年7月砲兵第十三師五十六團政治處宣傳幹事；
- 1973年7月——1976年7月砲兵第十三師五十六團一營三連政治指導員；
- 1976年7月——1981年3月砲兵第十三師五十六團副政委；
- 1981年3月——1983年6月砲兵第十三師政治部秘書科科長、宣傳科科長；
- 1983年6月——1985年8月砲兵第十三師五十六團政委；
- 1985年8月——1986年9月蘭州軍區第八偵察大隊副政委，赴中越边境老山前线參加济南军区轮战；
- 1986年9月——1990年9月砲兵第二旅副政委兼政治部主任；
- 1990年9月——1992年6月砲兵第二旅政委；
- 1992年6月——1993年10月新疆軍區政治部副主任；
- 1993年10月——1995年12月步兵第八師政委（其間：1994年3月—1995年2月國防大學基本系學習）；
- 1995年12月——1999年7月南疆軍區政治部主任；
- 1999年7月——2000年5月新疆軍區政治部副主任；
- 2000年5月——2002年6月蘭州軍區政治部副主任；
- 2002年6月——2004年12月陸軍第二十一集團軍政委（其間：2002年9月—2004年7月在西安政治學院軍隊政治工作學專業學習）；
- 2004年12月——2005年3月新疆軍區黨委書記、政委；
- 2005年3月——2008年7月新疆維吾爾自治區黨委常委，新疆軍區黨委書記、政委；
- 2008年7月——2009年12月新疆軍區黨委書記、政委；
- 2009年12月——2012年10月成都軍區政委、黨委書記。
- 2012年10月——2015年7月中国人民解放军空军党委书记、政委[1]。
- 2015年8月——2016年7月全国人民代表大会外事委员会副主任委员[2]。

## 落马
2016年7月9日，官方宣佈田修思因涉嫌嚴重違紀被軍紀委立案偵查。据报道，7月5日一早：军纪委从田修思家中将他带走，他的妻子被几位女工作人员架着一同带离。在外学习的田修思秘书也随即被“拿下”。空军大院一些干部目睹了田修思被抓的一幕。他是继徐才厚和郭伯雄之后，第三位落马的上将。他的落马跟郭伯雄有关。2017年10月，中共十八届七中全会确认中央政治局先前作出的开除其党籍的处分。